# Hanna Ljungberg
Hanna Ljungberg (sinh ngày 8 tháng 1 năm 1979), là cựu cầu thủ bóng đá nữ thuộc đội tuyển quốc gia Thụy Điển, đã từng được bầu là Nữ cầu thủ bóng đá Thụy Điển xuất sắc nhất trong năm 2002.
Là một tuyển thủ có khả năng, xông xáo, năng nổ, chơi ở vị trí tiền vệ, Hanna Ljungberg đã góp phần đưa đội tuyển quốc gia của Thụy Điển vào vòng chung kết Giải vô địch bóng đá nữ thế giới 2003, tổ chức tại Hoa Kỳ vào năm 2003. Mặc dù Thụy Điển đã thất bại trước đội tuyển của Đức, nhưng Hanna Ljungberg đã chứng tỏ khả năng của mình, cô ghi được 3 bàn thắng trong giải này.